# Sebastian Colloredo
Sebastian Colloredo (Gemona del Friuli, 9 settembre 1987) è un ex saltatore con gli sci italiano.

## Biografia
Residente a Tarvisio, appartiene ai Gruppi Sportivi Fiamme Gialle e ha esordito in nazionale nel 2001. In Coppa del Mondo ha esordito il 12 febbraio 2005 nella gara a squadre di Pragelato (9º) e ha ottenuto il primo podio il 23 novembre 2012 a Lillehammer (3º).
In carriera ha preso parte a quattro edizioni dei Giochi olimpici invernali, Torino 2006 (27º nel trampolino normale, 36° nel trampolino lungo, 11º nella gara a squadre), Vancouver 2010 (29º nel trampolino normale, 27º nel trampolino lungo), Soči 2014 (28º nel trampolino normale, 30º nel trampolino lungo) e Pyeongchang 2018 42º nel trampolino normale, 40º nel trampolino lungo, 11º nella gara a squadre), a otto dei Campionati mondiali (7º nella gara a squadre a Val di Fiemme 2013 e nella gara a squadre mista dal trampolino normale a Lahti 2017 i migliori piazzamenti) e a sei dei Mondiali di volo (8º nella gara a squadre a Planica 2010 il miglior piazzamento).
Si è ritirato dalle competizioni il 23 marzo 2019.

## Palmarès

### Coppa del Mondo
- Miglior piazzamento in classifica generale: 34º nel 2012
- Miglior piazzamento in Coppa del Mondo individuale: 9° nel 2017
- 1 podio (a squadre):
  - 1 terzo posto

### Campionati italiani
- 17 medaglie[1]:
  - 15 ori (trampolino lungo nel 2005; trampolino normale nel 2006; trampolino normale, trampolino lungo nel 2007; trampolino normale, trampolino lungo nel 2008; trampolino normale, trampolino lungo nel 2009; trampolino normale, trampolino lungo nel 2010; trampolino lungo nel 2011; trampolino normale, trampolino lungo nel 2012; trampolino normale, trampolino lungo nel 2013)
  - 1 argento (trampolino lungo nel 2006)
  - 1 bronzo (trampolino normale nel 2003)

### Campionati italiani juniores
- 1 medaglia[1]:
  - 1 argento (trampolino normale nel 2001)